# Marneuli
Marneuli (gruz. მარნეული) – miasto w południowej Gruzji, w regionie Dolna Kartlia. Ośrodek przemysłowy. Miasto zamieszkane jest głównie przez Azerów (83,1%).
Miasto jest siedzibą bazy lotniczej wojska gruzińskiego.

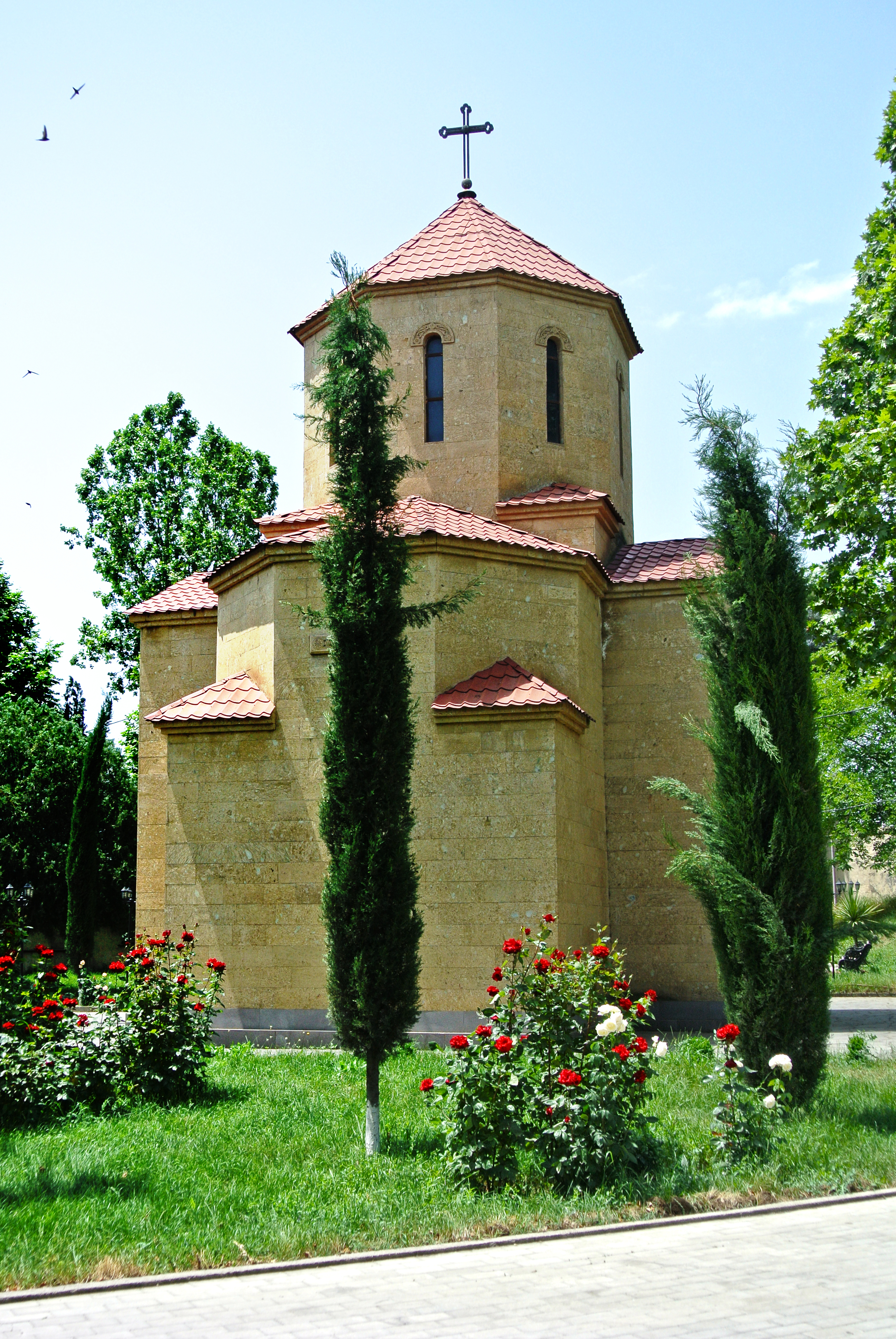
Cerkiew
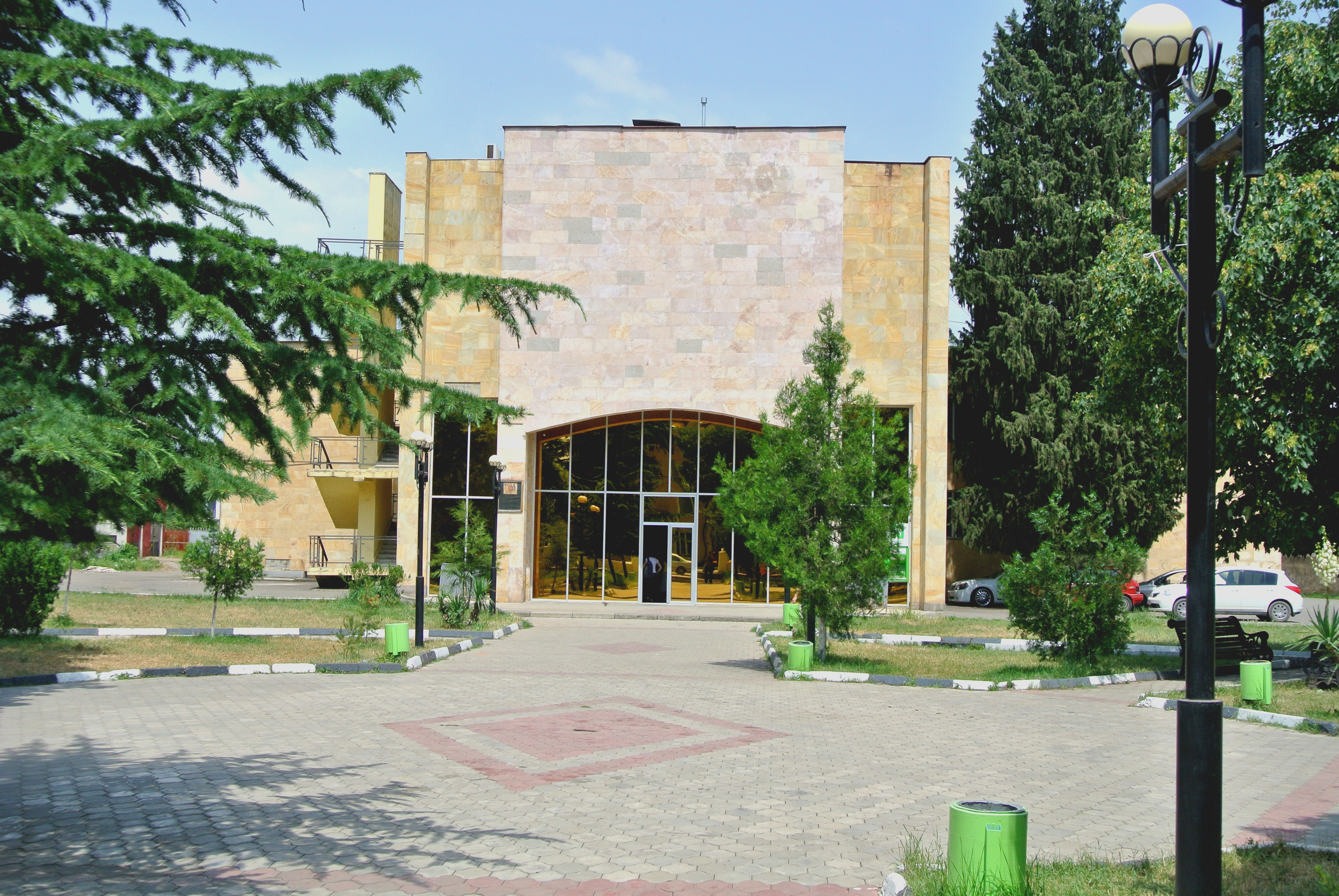
Dom Kultury
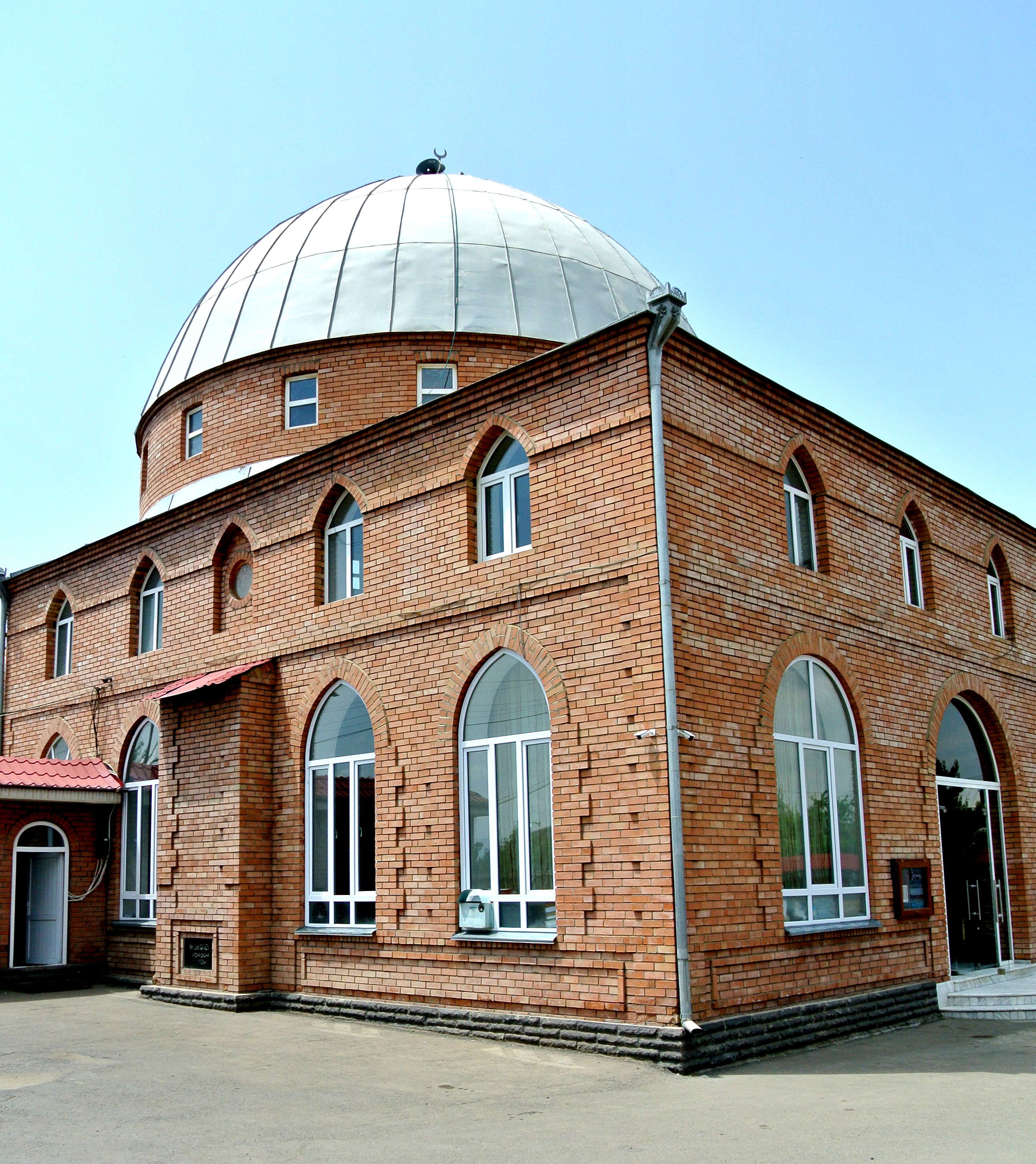
Meczet Imama Alego